# SB-258,719
SB-258,719 je lek koji deluje kao selektivni parcijalni inverzni agonist 5-7 receptora. On je bio prvi identifikovani antagonist 5-7 receptora. On se uglavnom upotrebljan u istraživanjima za demonstriranje potencijalne uloge 5-HT7 agonista kao potencijalnih analgetika, usled njegove sposobnosti da blokira analgetičke efekte raznih 5-HT7 agonista u miše modela.